# In Dub (Hallucinogen)
In Dub – album muzyczny z gatunku psychodelicznego dubu zawierający kompozycje Simona „Hallucinogena” Posforda zmiksowanie przez Otta. Płyta ukazała się jesienią 2002 nakładem wytwórni Twisted Records (nr katalogowy TWSCD16).

## Lista utworów
| 01 . | „Mi-Loony-Um ('A Floating Butterfly Stings Like a Bee'[a] Mix)” | 11:54 |
|      |                                                                 |       |
| 02 . | „Solstice ('Warwick Bassmonkey' Mix)”                           | 8:59  |
|      |                                                                 |       |
| 03 . | „Gamma Goblins ('Its Turtles All the Way Down'[b] Mix)”         | 10:53 |
|      |                                                                 |       |
| 04 . | „Spiritual Antiseptic ('Minty Fresh Confidence' Mix)”           | 8:16  |
|      |                                                                 |       |
| 05 . | „L.S.D. ('World Sheet of Closed String'[c] Mix)”                | 9:19  |
|      |                                                                 |       |
| 06 . | „Angelic Particles ('Buckminster Fullerine'[d] Mix)”            | 10:25 |
|      |                                                                 |       |
|      |                                                                 | 59:46 |
|      |                                                                 |       |

## Twórcy
- kompozycje: Ott / Simon Posford
- programowanie, miksowanie i produkcja muzyczna: Ott

dodatkowy śpiew i instrumenty:
- Michele Adamson – śpiew  w utworze nr 1
- Chris Barker – gitara basowa w utworze nr 2
- Daz (właśc. Daren Oliver) – gitara basowa w utworze nr 5
- Simon Posford – gitara w utworach 2-6